# William Pimm
William Pimm (n. 10 decembrie 1864, Greater London, Anglia, Regatul Unit al Marii Britanii și Irlandei – d. 18 iulie 1952, Miami, Florida, SUA) a fost un trăgător de tir ce a reprezentat Regatul Unit al Marii Britanii și al Irlandei de Nord, medaliat olimpic. A participat la 2 ediții ale Jocurilor Olimpice (1908, 1912) în care a câștigat două medalii de aur și o medalie de argint.